# 6 juin 1929
Le jeudi 6 juin 1929 est le 157e jour de l'année 1929.

## Naissances
- Fred Bruemmer (mort le 17 décembre 2013), écrivain-photographe naturaliste canadien
- Aloizs Brenčs (mort le 28 octobre 1998), réalisateur letton
- Mary Hatcher, actrice et chanteuse américaine
- Albert Kalonji (mort le 20 avril 2015), homme politique et homme d'affaires congolais
- Nader Naderpour (mort le 18 février 2000), poète iranien
- Pierre Raoul (mort le 18 février 2008), affichiste, graphiste et peintre français
- Léon Guillou (mort le 18 novembre 2009), auteur compositeur français
- Edward Czerwinski (mort le 16 février 2005), impresario de théâtre

## Décès
- Richard Réti (né le 28 mai 1889), joueur d'échecs hongrois puis tchèque
- Henri Gervex (né le 10 septembre 1852), peintre et pastelliste français

## Autres événements
- Élections générales saskatchewanaises de 1929
- Sortie américaine du film Broadway Melody
- Sortie française des films :
  - Un chien andalou
  - La Perle